# Chałupki (Kraków)
Chałupki – obszar Krakowa wchodzący w skład Dzielnicy XVIII Nowa Huta.
Dawna wieś nad Wisłą (przysiółek Branic), przyłączona do miasta w 1951 r.